# مرغ تخم‌طلا
مرغ تخم‌طلا فیلمی موزیکال به کارگردانی مهدی رئیس فیروز و نویسندگی پرویز خطیبی محصول سال ۱۳۵۱ است.
فیلم رنگی سینما اسکوپ «مرغ تخم طلا» به تهیه‌کنندگی اسماعیل کوشان،‌ محصولی از استودیو پارس فیلم است.

## خلاصه داستان
مش رجب خارکن (محمدتقی کهنموئی) مرغی می‌یابد که تخم طلا می‌گذارد. جواهرفروشی (محمود بهرامی) می‌کوشد با فریب دادن همسر دوم مش رجب (پروین سلیمانی) مرغ را از چنگ او درآورد. اما قبل از آن سعید (همایون) و سعد (بهمن مفید)، پسران مش رجب، مرغ را سر می‌برند و دل و جگر آن را می‌خورند. آن دو راهی سفر می‌شوند و یکدیگر را گم می‌کنند. سعد به شهری وارد می‌شود و به عنوان حاکم شهر برگزیده می‌شود، و سعید در مسیر خود مقداری سکهٔ طلا می‌یابد که زنی (پروین ملکوتی) و کنیزش (شهناز) سکه‌های او را می‌ربایند. او یک کلاه و چوب جادویی پیدا می‌کند. سعد موقع شکار با مهتاب (مرجان)، دختر امیر شهری دیگر، آشنا می‌شود؛ اما امیر (صادق بهرامی) به توطئهٔ وزیرش (میرزاده) مهتاب را از سعد جدا و او را در اتاقش حبس می‌کند. مهتاب در فراغ سعد آن قدر اشک می‌ریزد که سوی چشمانش را از دست می‌دهد. سعید با چوب جادویی اش سوی چشمان مهتاب را به او بازمی‌گرداند، و با قالیچهٔ حضرت سلیمان نامزدش را نجات می‌دهد. سعد سراغ مهتاب می‌رود و دستگیر و شکنجه می‌شود. سعید قبل از این که برادرش توسط جلاد گردن زده شود او را نجات می‌دهد و سرانجام رضایت امیر را جلب می‌کند که برادرش با مهتاب ازدواج کند.

## بازیگران
اسامی بازیگران فیلم مرغ تخم‌طلا به شکل* و ترتیب نمایش در عنوان‌بندی آغازین فیلم  :
1. همایون به نقش سعید
2. مرجان به نقش مهتاب دختر امیر
3. بهمن مفید به نقش سعد
4. صادق بهرامی به نقش حاکم شهر
5. پروین ملکوتی
6. [محمدتقی] کهنمویی مش‌رجب خارکن
7. پروین سلیمانی به نقش زن مش رجب
8. محمود بهرامی به نقش جواهرفروش
9. مجید شهباز
10. میرزاده به نقش وزیر امیر
11. گلچین
12. علی زاهدی
13. علی‌محمد رجایی (در تیتراژ نیامده)
14. اسماعیل شیرازی (در تیتراژ نیامده)
15. شهناز به نقش کنیز زن (در تیتراژ نیامده)

* اسامی داخل کروشه در عنوان بندی و یا پوستر درج نشده‌اند، به معنی که این بازیگران در زمان خود به این نامها شهرت داشته‌اند

## نمایش فیلم
فیلم «مرغ تخم طلا» برای بار نخست در تاریخ چهارشنبه ۳۱ خرداد سال ۱۳۵۱ خورشیدی در چهارده سینما در تهران و همزمان در شهرستانها به نمایش درآمد. این فیلم جایگزین فیلم اتل‌متل‌توتوله (ایرج قادری) در گروه سینمایی اونیورسال شد.
سینماهای نمایش‌دهنده فیلم «مرغ تخم طلا» در تهران، در گروه سینمایی اونیورسال شامل ۱۴ سینمای اونیورسال، پاسیفیک، ایران، ساینا، تیسفون، مراد، موناکو، پرسپولیس، داریوش، کارون، دریا، مهتاب، کریستال و آستارا بودند.
سینماهای نمایش‌دهنده فیلم در شهرستانها شامل چهار باغ، مایاک، مهتاب و پارس در اصفهان، آسیا و سانترال در مشهد، پارس و پارامونت در شیراز، سینما دیانا در اهواز، و متروپل و دیانا در تبریز بودند.
فیلم «مرغ تخم طلا» پس از ۲ هفته نمایش در تهران، در گروه سینمایی اونیورسال در تاریخ چهارشنبه ۱۴ تیر ۱۳۵۱ جای خود را به فیلم مرد اجاره‌ای (خسرو پرویزی) در این گروه سینمایی داد. .
به گزارش مجله ستاره سینما، فروش فیلم در دو هفته اول نمایش ۶۸۰هزار تومان بوده است.

## گروه موسیقی
- آهنگساز متن و ترانه‌ها: انوشیروان روحانی
- شاعر ترانه‌ ی مرغ تخم‌طلا: کریم فکور و رضا شمسا
- خواننده ترانه ی مرغ تخم‌طلا: مهستی
- ترانه‌ی مرغ تخم طلا بازخوانی ترانه‌ای با نام «خدایا نمی‌دانم» است که در سال ۱۳۴۹ با شعری از کریم فکور در فیلم شیرین و فرهاد اجرا شده بود. در اجرای این فیلم، بخش تازه‌ای با اشعاری از رضا شمسا به ترانه اضافه شده است[۹]. این ترانه بر روی صفحه ۴۵ دور توسط شرکت آپولون منتشر شده است.[۹]

## سایر عوامل فیلم
- سرپرست گویندگان: چنگیز جلیلوند
- مدیر تدارکات: حسین محسنی
- مدیر فیلم‌برداری: محمود کوشان
- فیلم بردار: حسن مهدیادگار
- تدوین صدا و تصویر: مجید مهرجو
- دکور: ولی‌الله خاکدان
- تیتراژ و نقاشی: [اسفندیار] احمدیه
- چاپ و لابراتوار: پارس‌فیلم